# Biston brunneotegulae
Biston brunneotegulae là một loài bướm đêm trong họ Geometridae.